# Mitamura Engyo

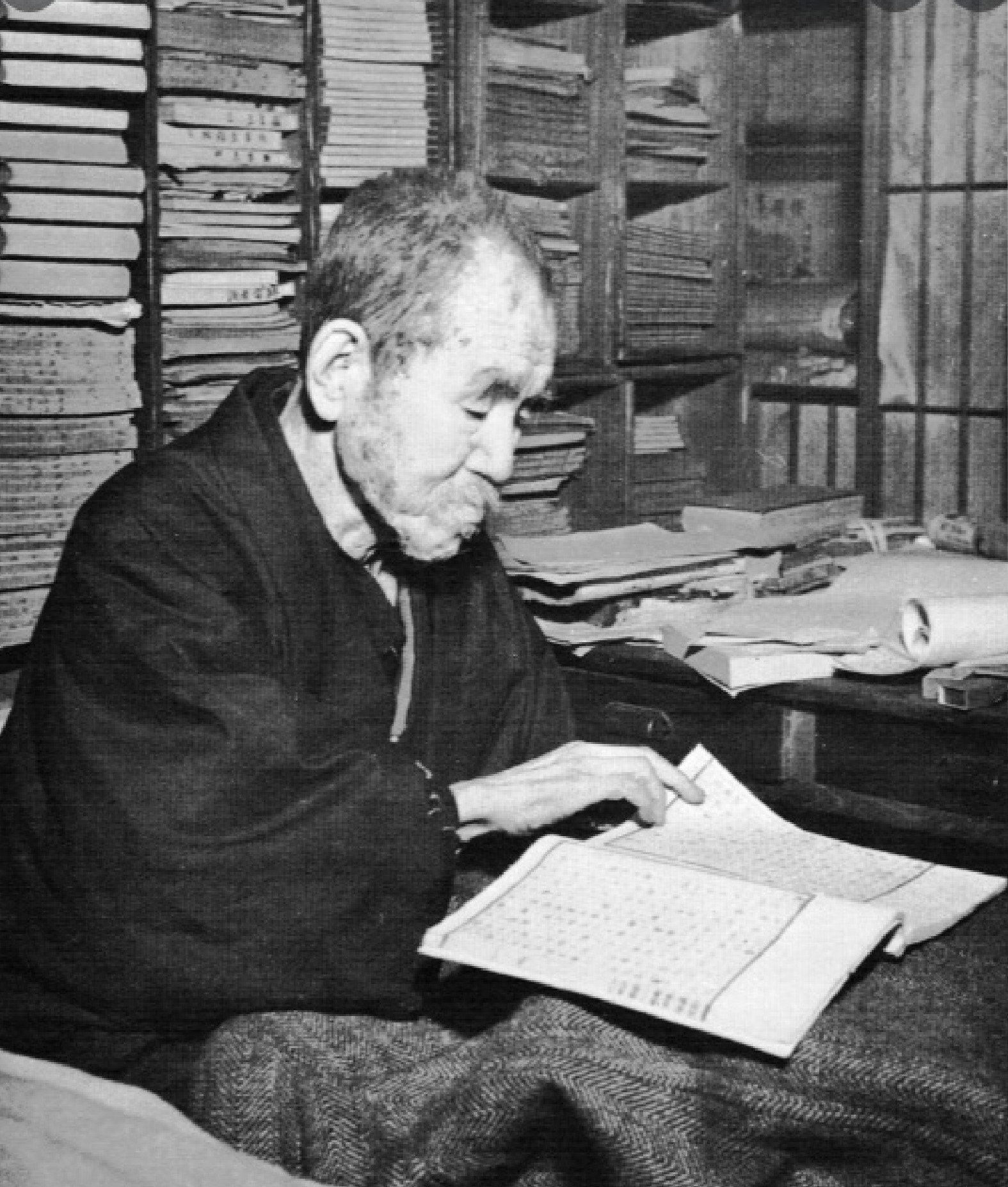
Mitamura Engyo

Mitamura Engyo (japanisch 三田村 鳶魚, Vorname eigentlich Genryū; geboren 17. April 1870 in Hachiōji (Präfektur Tokio); gestorben 14. Mai 1952 in der Präfektur Yamanashi) war ein japanischer Historiker und Autor. Wegen seiner Beiträge zur Kultur und zu den Bräuchen der Edo-Zeit wird er auch „Vater der Edo-Wissenschaft“ – „Edogaku no Sō“ (江戸学の祖, ) genannt.

## Leben und Wirken
Mitamura Engyo war in seiner Jugend in politische Bewegungen involviert. Später wurde er Zeitungsreporter, aber dann wandte er sich der Erforschung der Edo-Zeit zu. 1910 wurde er Mitarbeiter der Seikyōsha (政教社), einer Vereinigung für die Herausgabe von politischen Kommentaren.
Mitamura erforschte alle Aspekte der Edo-Politik, der Bräuche, der Literatur und Kultur und hinterließ eine große Menge an Geschichtsunterlangen. Als Forscher des Gesamtgebieter hat er viele seiner Schriften die Form von Lesematerial veröffentlicht, wie 
- „Edo no chinbutsu“ (江戸の珍物) – „Kurioses zu Edo“ 1913,
- „Iga no Suigetsu“ (伊賀の水月) – „Reflexionen zu Iga“ 1918,
- „Edokko“ (江戸ッ子) – „Edokko“ 1933 und
- „Torimono no hanashi“ (捕物の話) – „Berichte zu Kriminalfällen“ 1934.

Obwohl es in der akademischen Forschung zum Thema Einiges zu ergänzen gibt, bleiben seine Ergebnisse die Grundlage für die heutigen Edo-Forschung.